# Sri-lankische Badmintonmeisterschaft 1998
Die Sri-lankische Badmintonmeisterschaft 1998 war die 46. Austragung der nationalen Titelkämpfe im Badminton in Sri Lanka.

## Sieger und Finalisten
| Disziplin    | Gold                                     | Silber                                 |
| ------------ | ---------------------------------------- | -------------------------------------- |
| Herreneinzel | Thushara Edirisinghe                     | Duminda Jayakody                       |
| Dameneinzel  | Chandrika de Silva                       | Dilhani de Silva                       |
| Herrendoppel | Palinda Halangoda Thushara Edirisinghe   | Niroshan Wijekoon Duminda Jayakody     |
| Damendoppel  | Chandrika de Silva Inoka Rohini de Silva | Dilhani de Silva Pameesha Dishanthi    |
| Mixed        | Thushara Edirisinghe Chandrika de Silva  | Duminda Jayakody Inoka Rohini de Silva |